# Brachyconidiellopsis
Brachyconidiellopsis är ett släkte av svampar. Brachyconidiellopsis ingår i familjen Microascaceae, ordningen Microascales, klassen Sordariomycetes, divisionen sporsäcksvampar och riket svampar.
|                      | Microascus                                      |
|                      |                                                 |
|                      | Scopulariopsis                                  |
|                      |                                                 |
|                      | Pithoascus                                      |
|                      |                                                 |
|                      | Kernia                                          |
|                      |                                                 |
|                      | Lophotrichus                                    |
|                      |                                                 |
|                      | Cephalotrichum                                  |
|                      |                                                 |
|                      | Doratomyces                                     |
|                      |                                                 |
|                      | Stysanus                                        |
|                      |                                                 |
|                      | Graphium                                        |
|                      |                                                 |
|                      | Scedosporium                                    |
|                      |                                                 |
|                      | Petriellopsis                                   |
|                      |                                                 |
|                      | Parascedosporium                                |
|                      |                                                 |
| Brachyconidiellopsis | \| \| Brachyconidiellopsis fimicola \| \| \| \| |
|                      | \| \| Brachyconidiellopsis fimicola \| \| \| \| |
|                      | Ascosubramania                                  |
|                      |                                                 |
|                      | Wardomyces                                      |
|                      |                                                 |
|                      | Rhexographium                                   |
|                      |                                                 |
|                      | Petriella                                       |
|                      |                                                 |
|                      | Wardomycopsis                                   |
|                      |                                                 |
|                      | Enterocarpus                                    |
|                      |                                                 |
|                      | Pseudallescheria                                |
|                      |                                                 |
|                      | Trichurus                                       |
|                      |                                                 |
|                      | Canariomyces                                    |
|                      |                                                 |
|                      | Brachyconidiellopsis fimicola                   |
|                      |                                                 |

|  | Brachyconidiellopsis fimicola |
|  |                               |